# Льдинка (остров, Архангельская область)
Льди́нка — остров архипелага Земля Франца-Иосифа. Административно относится к Приморскому району Архангельской области России.
Расположен в северо-западной части архипелага в 90 метрах от юго-восточного побережья Земли Александры между мысами Абросимова и Ледяным.
Имеет вытянутую форму длиной около 180 метров и шириной 30-50 метров. Полностью покрыт льдом, существенных возвышенностей не имеет.